# Cerotelion johannseni
Cerotelion johannseni är en tvåvingeart som först beskrevs av Fisher 1940.  Cerotelion johannseni ingår i släktet Cerotelion och familjen platthornsmyggor. Inga underarter finns listade i Catalogue of Life.